# Gabriel Zwilling
Gabriel Zwilling, noto anche come Gabriel Didymus e  Gabriele Didimo (1487 circa – Torgau, 1º maggio 1558), è stato un pastore protestante riformato tedesco. Il suo ruolo nella riforma protestante si svolse soprattutto in un breve periodo di tempo a Wittenberg (1521-1522), quando gli eventi precipitarono a causa del vuoto di potere lasciato dall’assenza di Lutero e Zwilling assieme a Carlostadio fu responsabile di una notevole radicalizzazione del movimento. Oratore brillante, scrisse poco e perciò non ebbe, a differenza di Carlostadio, un'influenza rilevante sul dibattito teologico. Dopo essersi riunito al campo moderato, rimase uno stretto sostenitore di Lutero, ma a causa della sua opposizione all'Interim di Lipsia nel 1549 fu destituito dagli incarichi ecclesiastici.

## Vita

### Primi anni
Non ci sono informazioni attendibili sulla famiglia e sui primi anni di vita. L'ipotesi che il padre fosse uno Stadtrichter (giudice cittadino o gastaldo) non è provata. Il suo anno di nascita e i luoghi di nascita ad Annaberg o Sankt Joachimsthal (Jáchymov), spesso menzionati in letteratura, rimangono speculativi, perché entrambe le comunità non esistevano ancora negli anni ottanta del Quattrocento. Né sono conosciuti il luogo e la data dell'inizio degli studi,  se entrò davvero a far parte dell'ordine degli eremiti di Sant'Agostino a Sankt Joachimsthal in Boemia. In passato si credeva per lo più che avesse iniziato a studiare a Praga e che si fosse trasferito a Wittenberg già nel 1502. 
L'unico fatto certo è che si iscrisse all'Università di Wittenberg nel 1512 e che in precedenza aveva vissuto ad Annaberg, perché così dichiarato nell'atto di iscrizione all'università. All'epoca dell'immatricolazione era già membro dell'ordine agostiniano e probabilmente aveva solo pochi anni meno del suo confratello Martin Lutero.
Iscrittosi all'università di Wittenberg nel 1512, conseguì il baccalaureato nelle arti liberali il 14 ottobre 1516. All'epoca dell'università doveva essere stato vicino a Johann von Staupitz, perché questi aveva espresso il desiderio che egli proseguisse i propri studi a Erfurt. Nella primavera del 1517 Lutero, in qualità di suo vicario distrettuale, lo mandò a Erfurt, dove avrebbe dovuto dedicarsi allo studio della lingua greca. Lutero scrisse al priore di Erfurt Johann Lang che avrebbe voluto vedere Zwilling conformarsi alla regola dell'ordine e alla disciplina monastica. Tuttavia, Zwilling non perseverò a lungo e tornò a Wittenberg, dove nel 1518 ottenne il titolo di magister artium. 

### Attività riformatrice
Dopo l'editto di Worms, Lutero fu costretto ad abbandonare il monastero agostiniano di Wittenberg e a trovare rifugio presso il castello di Wartburg. Zwilling divenne allora, assieme ad Andreas Bodenstein (Carlostadio), uno dei capi del movimento riformatore presso il monastero agostiniano di Wittenberg. Sebbene i contemporanei lo descrivano come un uomo sgraziato, magro e privo di un occhio, dal pulpito era un oratore travolgente, con uno straordinario talento per la retorica: i suoi ascoltatori videro in lui un altro Lutero e persino Melantone ne fu affascinato.
Sostenuto da Nikolaus von Amsdorf e Justus Jonas, si propose di realizzare un cambiamento radicale nella liturgia cattolica romana, esprimendosi a favore dell'introduzione della messa riformata, con consustanziazione del pane e del vino nell'eucaristia, e contro la celebrazione di messe private. In particolare fece scalpore il suo sermone del 6 ottobre 1521 in cui inveì per ore contro la messa privata, contro l'"adorazione dell'ostia" e a favore del "calice laico", cioè pretendendo che l'eucaristia fosse celebrata "in entrambe le forme" (communio sub utraque specie), con somministrazione del vino eucaristico anche ai cristiani non appartenenti al clero. A proposito della questione sacramentale, sostenne che la comunione non aveva natura sacrificale ma dovesse essere solo in ricordo della passione di Cristo.
Non ebbero successo i tentativi compiuti dall'università, su indicazione del principe elettore Federico e del suo Cancelliere Brück, di convincere gli agostiniani ad astenersi dalle innovazioni del culto fino a quando il vicario generale non avesse preso una decisione o la questione non fosse stata adeguatamente chiarita attraverso una disputa accademica. La predicazione di Zwilling fu così efficace che già il 13 ottobre 1521 il convento agostiniano smise di recitare la messa. Prima ancora che le autorità potessero reagire, alcuni frati fecero il passo decisivo di rinunciare ai voti, e il 12 novembre tredici monaci lasciarono il monastero; il 30 novembre altri quindici confratelli si tolsero l'abito, tra cui lo stesso Zwilling.
Il 27 dicembre 1521, giorno di San Giovanni Battista, Zwilling si recò a Eilenburg per il Natale, contro la volontà del pastore locale e forse su invito dei funzionari del principe. Qui il 1º gennaio 1522, presso il chiostro del castello, celebrò una messa "in entrambe le forme", in tedesco e in abiti laici, davanti a una numerosa comunità di fedeli; contemporaneamente Carlostadio celebrava la messa davanti alla congregazione di Wittenberg – forse un'azione concertata di due capi del movimento di Wittenberg per accelerare il processo di riorganizzazione della chiesa riformata.
Il 10 gennaio 1522 predicò in Wittenberg contro le immagini e giunse persino a denunciare dal pulpito Jonas e Amsdorf. I frati rimasti nel monastero, da lui istigati, bruciarono nel cortile del chiostro le immagini dei santi e altri arredi della cappella agostiniana. Nella prima ordinanza della chiesa riformata, lo statuto di Wittenberg del 24 gennaio 1522, il consiglio comunale largamente influenzato da Carlostadio stabilì che le immagini e gli altari della Chiesa cittadina fossero smantellati.
Con l'arrivo dei profeti di Zwickau, che pretendevano di ricavare la verità religiosa direttamente dallo Spirito Santo, anziché dalle Scritture, e negavano il particolare ruolo religioso e sociale degli studiosi e del clero, Lutero decise di lasciare il castello di Wartburg e di rientrare a Wittenberg, dove la sua presenza era indispensabile, il 6 marzo 1521. Dalla corrispondenza di Lutero sappiamo che Zwilling riconobbe subito la sua autorità, ammise di essersi spinto troppo oltre e dichiarò di essersi pentito. Sebbene Lutero lo considerasse assieme a Carlostadio la causa principale dei disordini, la sua resipiscenza gli fece particolarmente piacere.

### Ultimi anni
Il 17 aprile 1522 Lutero raccomandò Zwilling come predicatore alla città di Altenburg. Lo ammoniva, però, a procedere con cautela nella considerazione dei deboli, a trattenersi dalle innovazioni e ad appoggiarsi solo sulla alla parola e non sulla forza e sugli ordinamenti umani. Ma la raccomandazione di Lutero non ebbe successo perché i canonici si opposero alla chiamata di Zwilling; anche l'elettore Federico riteneva che Zwilling, a causa delle sue recenti iniziative, non fosse idoneo per la posizione. 
Zwilling si recò allora al monastero agostiniano di Neustadt an der Orla e da lì a Düben, per poi trasferirsi agli inizi del 1523 a Torgau, dove inizialmente fu assistente del vecchio parroco Dr. Thomas Moller, quindi predicatore dal 13 dicembre 1523, parroco cittadino dal 17 maggio 1525, e infine dal 1529 sovrintendente ecclesiastico. Da una lettera di Lutero a Spalatino del 18 gennaio 1524 sappiamo che «si dice che il dottor Gabriele avrebbe sposato la vedova del cancelliere Girolamo», ma è incerta l'identificazione della moglie con la vedova dell'ex consigliere e cancelliere di Federico, Hieronymus Rudelauf (circa 1450-1523) di Frankenberg. Nel marzo del 1525 il monastero francescano di Turgau subì un attacco da parte della popolazione locale di fede evangelica, che irruppe nel monastero, maltrattò i monaci e danneggiò il chiostro; l'azione fu probabilmente ispirata dalla predicazione di Zwilling, che tuttavia non prese personalmente parte all'attacco. I rapporti con Lutero rimasero sempre buoni, e nel 1526 Lutero accettò di fare da padrino al suo primo figlio.
Nel 1537 la firma di Zwilling si trova sotto gli Articoli di Smalcalda. Dopodiché il suo lavoro si svolse in silenzio sino al 1548. In quell'anno fu proclamato l'Interim di Augusta, con cui l'Imperatore Carlo V, dopo la vittoria sulla lega di Smalcalda, tentò di consolidare i suoi obiettivi politico-religiosi nel Sacro Romano Impero mediante un parziale accomodamento con le istanze protestanti. Quando l'Interim fu introdotto nell'elettorato di Sassonia, Zwilling vi si oppose energicamente scrivendo l'opuscolo Breve relazione e risposta sul nuovo ordinamento della Chiesa. Per ordine del principe elettore di Sassonia Maurizio I, fu arrestato nel maggio 1548, imprigionato a Wittenberg per due settimane e destituito nel 1549. Nonostante gli sforzi dei teologi di Wittenberg, l'elettore Maurizio fu irremovibile. Ma a Zwilling fu comunque permesso di rimanere a Torgau, dove trascorse gli ultimi nove anni della sua vita come predicatore privato della moglie dell'elettore, Agnese d'Assia, e della di lui madre Caterina di Meclemburgo. 
Dopo un primo matrimonio nel 1523, risulta un secondo matrimonio nel 1543 con Dorothea Horst (1526-1595, Torgau), figlia del consigliere e mercante di stoffe di Torgau Gregor Horst e di sua moglie Gertrud Frenzel. Zwilling lasciò diversi figli. Suo figlio Paul (1547-1581) intraprese una carriera di successo come insegnante universitario. Inoltre, sappiamo che la figlia Maddalena Didymus sposò il diacono di Zerbst Marcus Heise, la figlia Gertrud Didymus sposò il diacono di Torgau Michael Schulze, e il figlio Michael Didymus lavorò come medico a Ulm.

## Opere (selezione)
- Breve relazione e risposta sul nuovo ordinamento della Chiesa. Dresda 1549